# DN31A
De DN31A (Drum Național 31A of Nationale weg 31A) is een weg in Roemenië. Hij loopt van de DN31 in Oltenița naar de DN4 in dezelfde stad. De weg is 3 kilometer lang.